# Giovanni Fidanza
Giovanni Fidanza (Bergamo, 27 september 1965) is een voormalig Italiaans wielrenner. Hij was beroepsrenner tussen 1988 en 1997. Fidanza was een sprinter en reed voor Chateau 'Ax, Gatorade, Carrera, Polti en Saeco. 

## Biografie
In 1989 won sprinter Giovanni Fidanza de laatste rit in lijn van de Ronde van Frankrijk 1989 met aankomst in L'Isle-d'Abeau. Datzelfde jaar won hij het puntenklassement in de Ronde van Italië zonder een etappe te winnen. Een jaar later zou Fidanza wel oogsten: hij won de tweede etappe van Bari naar Sala Consilina. Hij was tijdens zijn loopbaan als renner ploeggenoot van toprenners als Gianni Bugno, Laurent Fignon, Tony Rominger, Luc Leblanc, Marco Giovannetti, Claudio Chiappucci en Marco Pantani. Dat terwijl Fidanza door de ploegleiding werd uitgespeeld als kopman voor de massasprints, waarin hij evenwel vaak tekort kwam. 
Tegenwoordig is hij ploegleider; tussen 1998 en 2011 bij diverse mannenploegen als Team T-Mobile, Astana Pro Team en ten slotte bij De Rosa-Ceramica Flaminia. Later werd hij ploegleider bij vrouwenploegen: in 2015 bij Alé Cipollini en in 2017 bij Astana Women's Team vanaf 2018 is hij ploegleider bij Eurotarget-Bianchi-Vittoria. zijn dochters Arianna Fidanza en Martina Fidanza zijn ook wielrenster.

## Belangrijkste overwinningen
1989
- 20e etappe Tour de France
- Puntenklassement in Ronde van Italië 1989

1990
- 2e etappe Giro d'Italia

## Resultaten in voornaamste wedstrijden
| Jaar | Ronde van Italië | Ronde van Frankrijk | Ronde van Spanje |
| ---- | ---------------- | ------------------- | ---------------- |
| 1989 | 110e             | 127e (1)            |                  |
| 1990 | 133e (1)         | 147e                |                  |
| 1991 | 110e             |                     | 116e             |
| 1992 | 118e             | 103e                |                  |
| 1993 |                  | 125e                |                  |
| 1994 | 74e              | 110e                |                  |
| 1995 | 94e              | 108e                |                  |
| 1996 |                  |                     |                  |
| 1997 |                  |                     |                  |

| Jaar | Milaan-San Remo | Gent-Wevelgem | Ronde van Vlaanderen | Parijs-Roubaix | Amstel Gold Race | Ronde van Lombardije | E3 Harelbeke | Parijs-Tours | Rund um den Henninger-Turm |
| ---- | --------------- | ------------- | -------------------- | -------------- | ---------------- | -------------------- | ------------ | ------------ | -------------------------- |
| 1989 |                 | 21e           | 23e                  |                |                  |                      |              | 50e          |                            |
| 1990 | 73e             | 104e          | 20e                  | 86e            | 97e              |                      |              | 55e          |                            |
| 1991 | 56e             | 54e           |                      | 97e            |                  |                      |              |              |                            |
| 1992 | 75e             | 9e            | 101e                 | 37e            |                  | 22e                  | 6e           |              |                            |
| 1993 | 162e            | 16e           | 56e                  |                |                  |                      | 18e          | 20e          | 15e                        |
| 1994 | 151e            | 14e           |                      | 17e            |                  |                      |              | 7e           | 10e                        |
| 1995 | 19e             | 34e           | 25e                  | 73e            |                  | 45e                  | 6e           |              |                            |
| 1996 | 79e             | 36e           | 48e                  |                |                  |                      |              |              |                            |
| 1997 |                 | 89e           |                      |                |                  |                      |              | 87e          |                            |